# Sant'Antonino (Haute-Corse)
Pour les articles homonymes, voir Sant'Antonino.
Sant'Antonino est une commune française située dans la circonscription départementale de la Haute-Corse et le territoire de la collectivité de Corse. Le village appartient à la piève d'Aregno, en Balagne. Il est considéré comme le plus vieux, le plus beau ainsi que le plus haut village de la Balagne.

## Géographie

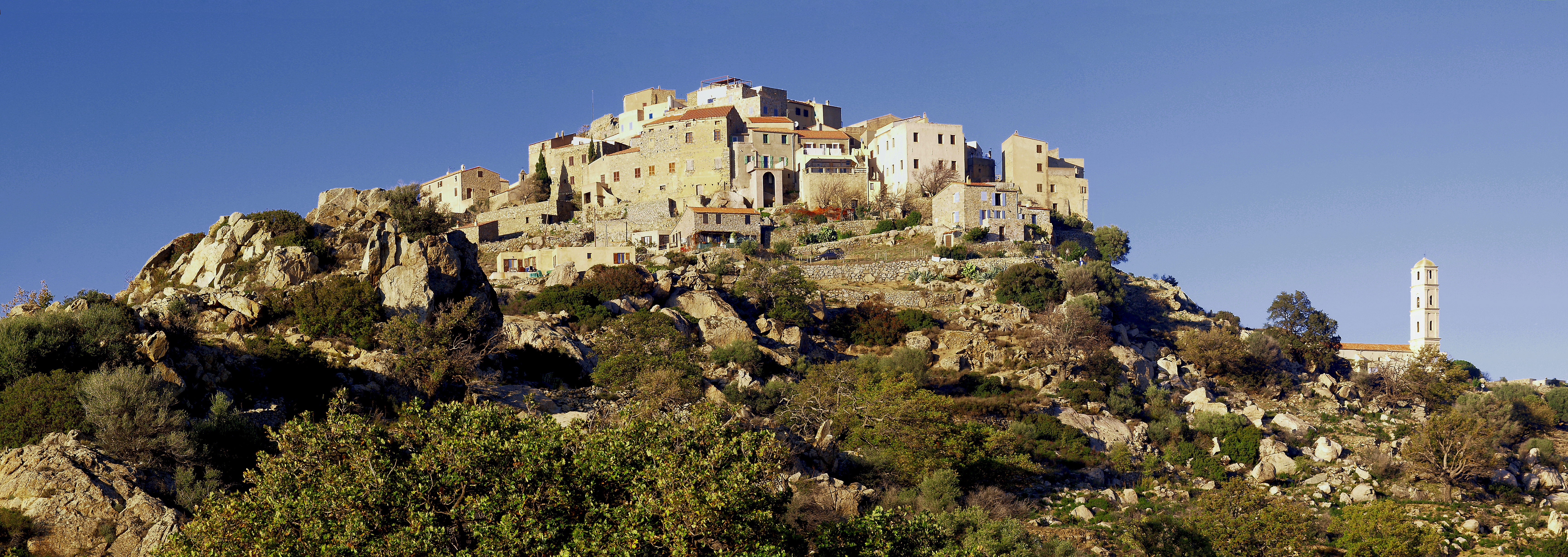
Autre vue de Sant'Antonino.

### Situation
Le village de Sant'Antonino est situé au cœur de la Balagne, planté à 500 m d'altitude, sur un piton granitique à proximité de L'Île-Rousse et de Calvi, entre mer et montagne. Il domine la plaine d'Aregno d'un côté, une partie de celle du Reginu de l'autre. Véritable nid d'aigle, il est composé de 151 demeures, soudées les unes aux autres, et qui s'enroulent autour d'un piton granitique formant un embryon de labyrinthe pour mieux résister à l'éventuel envahisseur. 
Communes limitrophes

### Géologie et relief
Sant'Antonino se situe dans la Corse occidentale ancienne, constituée pour l'essentiel de roches granitiques, dite encore « Corse granitique », à l'ouest du sillon dépressionnaire central de l'île. Son territoire composé de roches magmatiques occupe une partie du chaînon secondaire s'articulant sur la dorsale de l'île à la Cima Caselle (1 622 mètres) du massif du Monte Grosso. Ce chaînon sépare la plaine d'Aregno de la vallée du Regino. La commune se trouve sur les hauteurs au sud-est de la cuvette ou plaine d'Aregno, et à l'ouest de la plaine du Regino.
Concernant la commune, le chaînon est orienté SO - NE ; il passe par le col de San Cesareu (366 mètres - Cateri) au sud-ouest et atteint le Capu Corbinu (521 mètres) au nord-est, culmen communal sur lequel sont implantés des pylônes. Cette section comporte un piton rocheux remarquable sur lequel a été construit le village de Sant'Antonino.
Limites administratives
Ses limites territoriales sont ainsi définies :
- au nord, la démarcation part du Capo Mozzelo (364 mètres) et s'oriente en s'élevant jusqu'au Capu Corbinu (521 mètres) ;
- à l'est, elle suit les flancs de la ligne de crête partant du Capu Corbinu jusqu'au Capu All' Affacata (468 mètres), puis plonge jusqu'au lit du ruisseau de Piano (affluent du Regino) et remonte son cours jusqu'au lieu-dit Quarceta, à 270 mètres distance orthodromique du ponte a Tre Porte à cheval sur Sant'Antonino et Feliceto ;
- au sud, depuis ce point, la ligne franchit la ligne de crête à Aquilaia (421 mètres) et rejoint l'intersection des routes D 151 et D 413 ;
- à l'ouest, la démarcation remonte en direction du Capo Mozzelo, contournant à l'ouest l'église de la Trinité et le cimetière.

### Hydrographie
Le réseau hydrographique est faible sur ce territoire partie d'une arête rocheuse fortement dénudée, sur laquelle a été construit le village de Sant'Antonino. Un peu au nord du village, prend source le ruisseau de Telino, affluent du ruisseau de Teghiella. Au sud de la commune, naît le ruisseau de Gataja, qui se jette au lieu-dit Ponte a Tre Porte dans le ruisseau de Piano, un affluent du fiume di Regino)

### Climat et végétation
Sant'Antonino se situe dans une zone entre mer et montagne, très exposée aux vents d'ouest et sud-ouest dominants, et parfois aux traînes de mistral. Les étés y sont très secs ; mais les hivers sont toutefois tempérés en raison de la proximité de la mer. La couverture végétale est très clairsemée, composée d'un maquis bas, essentiellement des cistaies, sur les terrasses de culture abandonnées depuis longtemps, avec quelques bosquets de chênes blancs et de petits oliviers sauvages issus des souches après les incendies ayant détruit les vieux arbres. Subsistent encore de nombreux amandiers sur les flancs occidentaux dominant Aregno où a lieu chaque année depuis 1997 la foire de l'amandier (Fiera di l'Amandulu).

### Voies de communication et transports

#### Accès routiers
La commune est traversée par la route D 151 qui fait une boucle sur la route territoriale 30, ex-RN 197, depuis Fogata à l'entrée de L'Île-Rousse jusqu'au Camp Raffalli à l'entrée de Calvi en desservant les villages de Corbara, Pigna, Aregno, Sant'Antonino, Cateri, Lavatoggio, Montegrosso, Zilia et Calenzana.
Le village est accessible par la seule route D 413 qui démarre de la route D 151 sur Cateri, au sud de la commune, et se termine en cul-de-sac au village.

#### Transports
Sant'Antonino est distant, par route, de 12 km de la gare des CFC de L'Île-Rousse, de 13 km du port de commerce de L'Île-Rousse, et de 21 km de l'aéroport de Calvi-Sainte-Catherine.

## Urbanisme

### Typologie
Au 1er janvier 2024, Sant'Antonino est catégorisée commune rurale à habitat dispersé, selon la nouvelle grille communale de densité à sept niveaux définie par l'Insee en 2022.
Elle est située hors unité urbaine. Par ailleurs la commune fait partie de l'aire d'attraction de Calvi, dont elle est une commune de la couronne,. Cette aire, qui regroupe 15 communes, est catégorisée dans les aires de moins de 50 000 habitants,.

### Occupation des sols
L'occupation des sols de la commune, telle qu'elle ressort de la base de données européenne d’occupation biophysique des sols Corine Land Cover (CLC), est marquée par l'importance des forêts et milieux semi-naturels (68,5 % en 2018), une proportion sensiblement équivalente à celle de 1990 (70,4 %). La répartition détaillée en 2018 est la suivante : 
milieux à végétation arbustive et/ou herbacée (68,4 %), zones agricoles hétérogènes (16,7 %), prairies (14,7 %), forêts (0,1 %). L'évolution de l’occupation des sols de la commune et de ses infrastructures peut être observée sur les différentes représentations cartographiques du territoire : la carte de Cassini (XVIIIe siècle), la carte d'état-major (1820-1866) et les cartes ou photos aériennes de l'IGN pour la période actuelle (1950 à aujourd'hui).

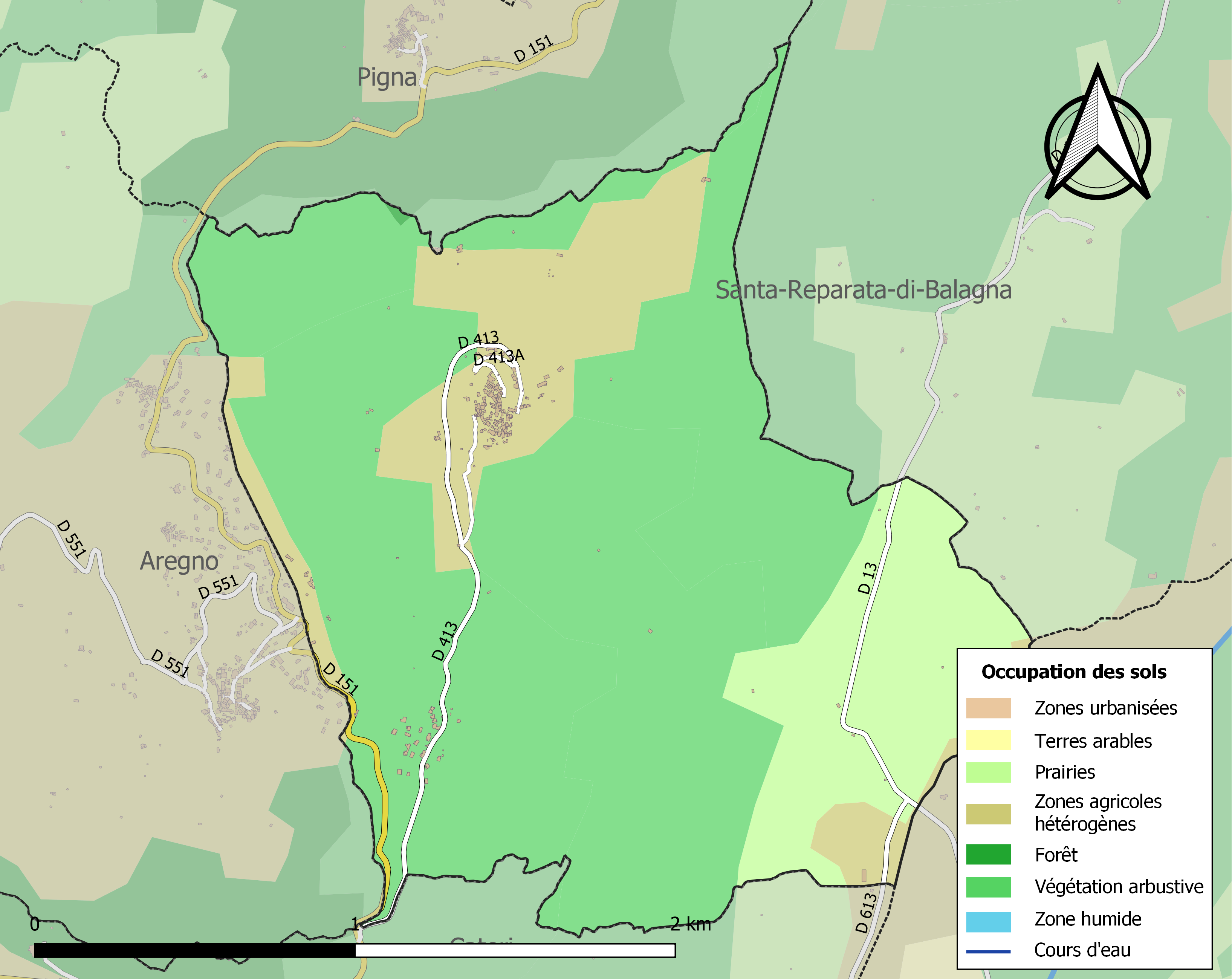
Carte des infrastructures et de l'occupation des sols de la commune en 2018 (CLC).

### Le village

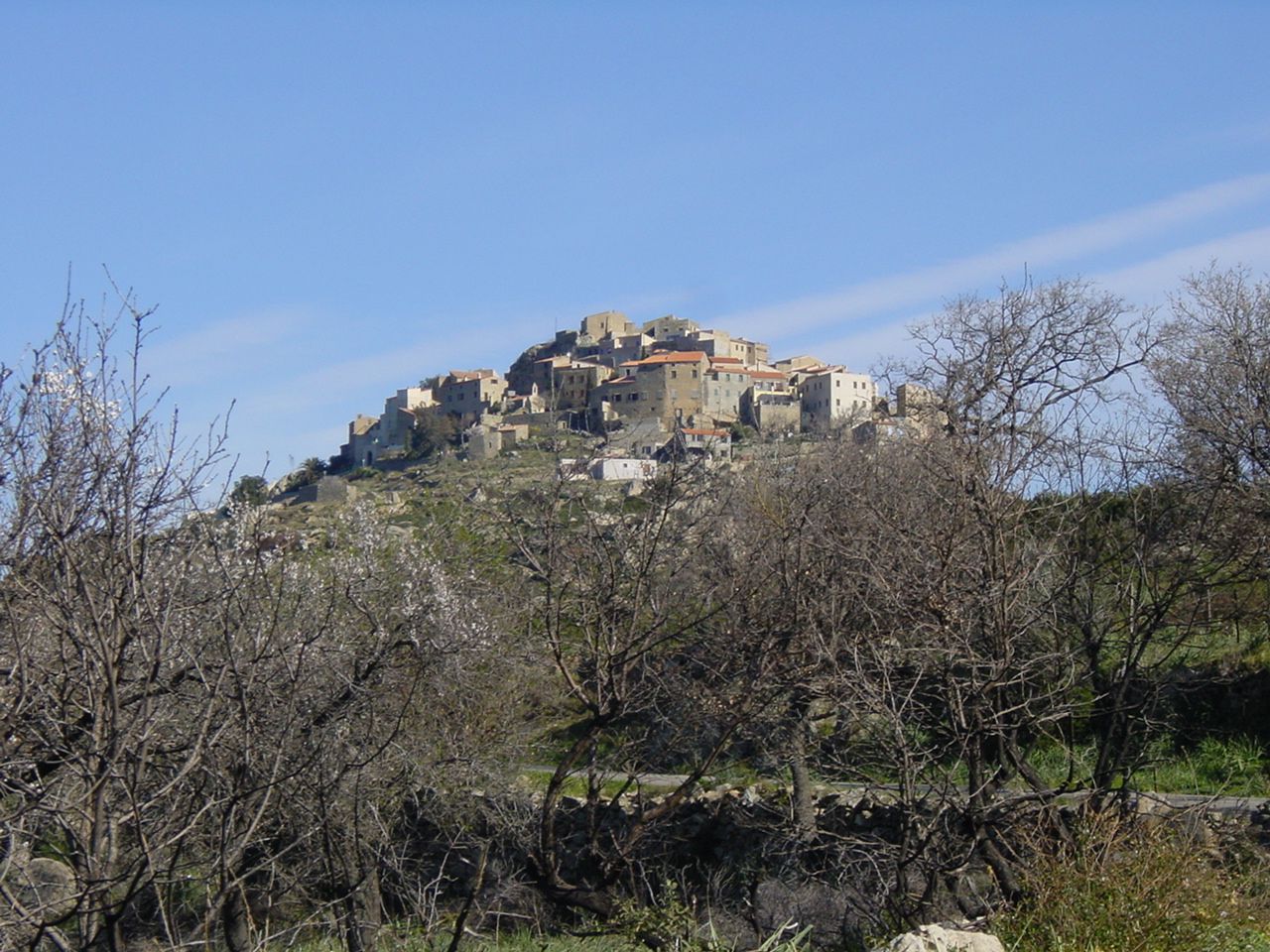
Vue du village.

À l'entrée au bas du village, on lit sur un panneau "Sant Antonino l'un des plus beaux villages de France".
Son architecture pittoresque est unique en Balagne. On y circule à pied par d'étroites ruelles empierrées et un réseau de galeries voûtées, le tout formant une spirale descendante. Sur le parcours permettant d'accéder au sommet du piton rocheux sur lequel il a été bâti, une placette porte la plaque Piazza di u Duttore Paul Savelli Spinosi. On y découvre la vieille petite chapelle Notre-Dame de Lavasina. Juste au-dessus, se trouve un ancien four à pain sur le passage voûté menant au restaurant I Scalini, l'un des quelques établissements permettent à la saison de se restaurer et de se rafraîchir.
Du fait de sa position sommitale, on dit qu'il est visible de toute part en Balagne.

### Chiose
Chiose est un hameau récent, situé au sud de la commune.

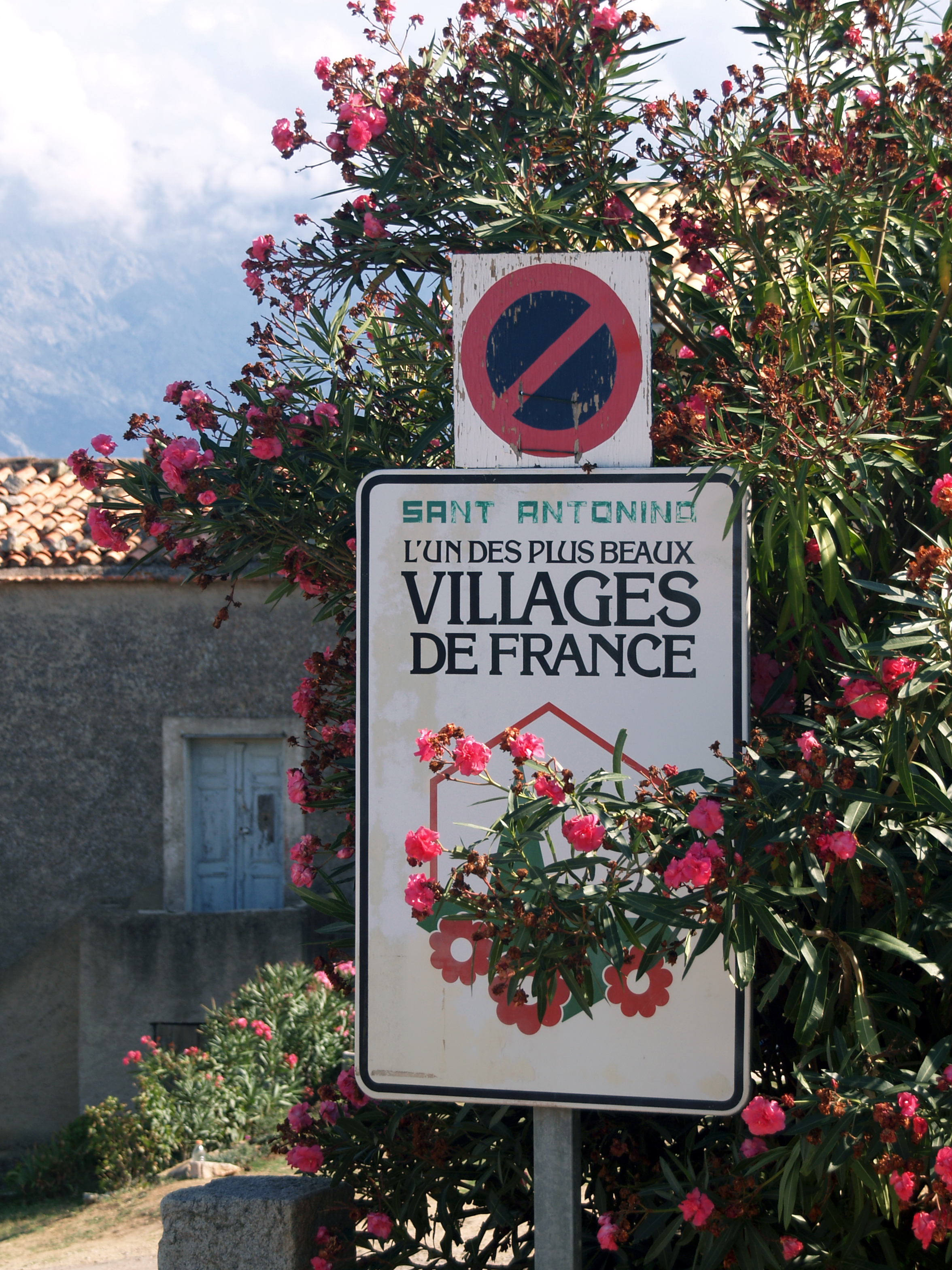
Label "l'un des plus beaux villages de France".
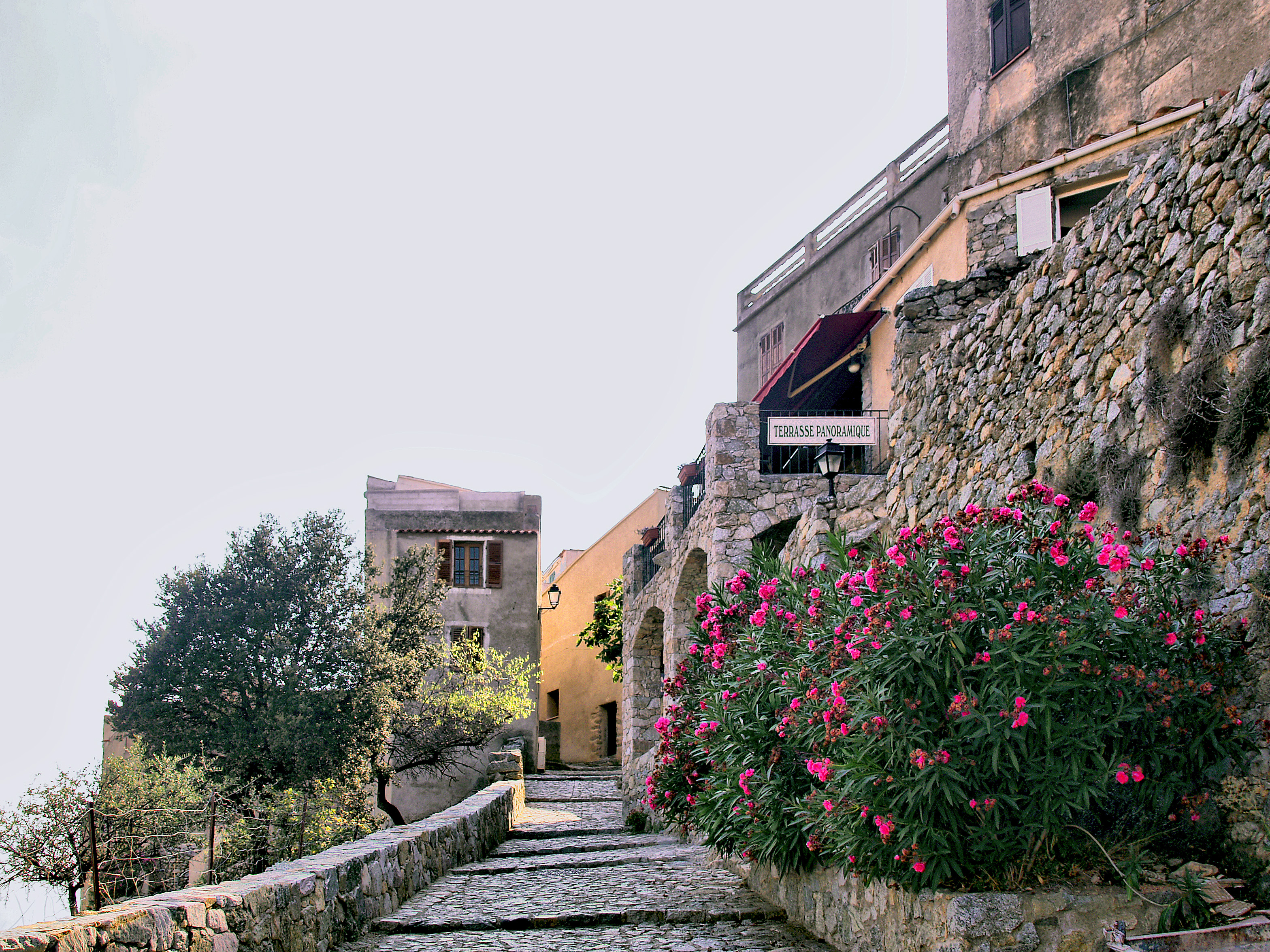
Montée vers le haut du village.
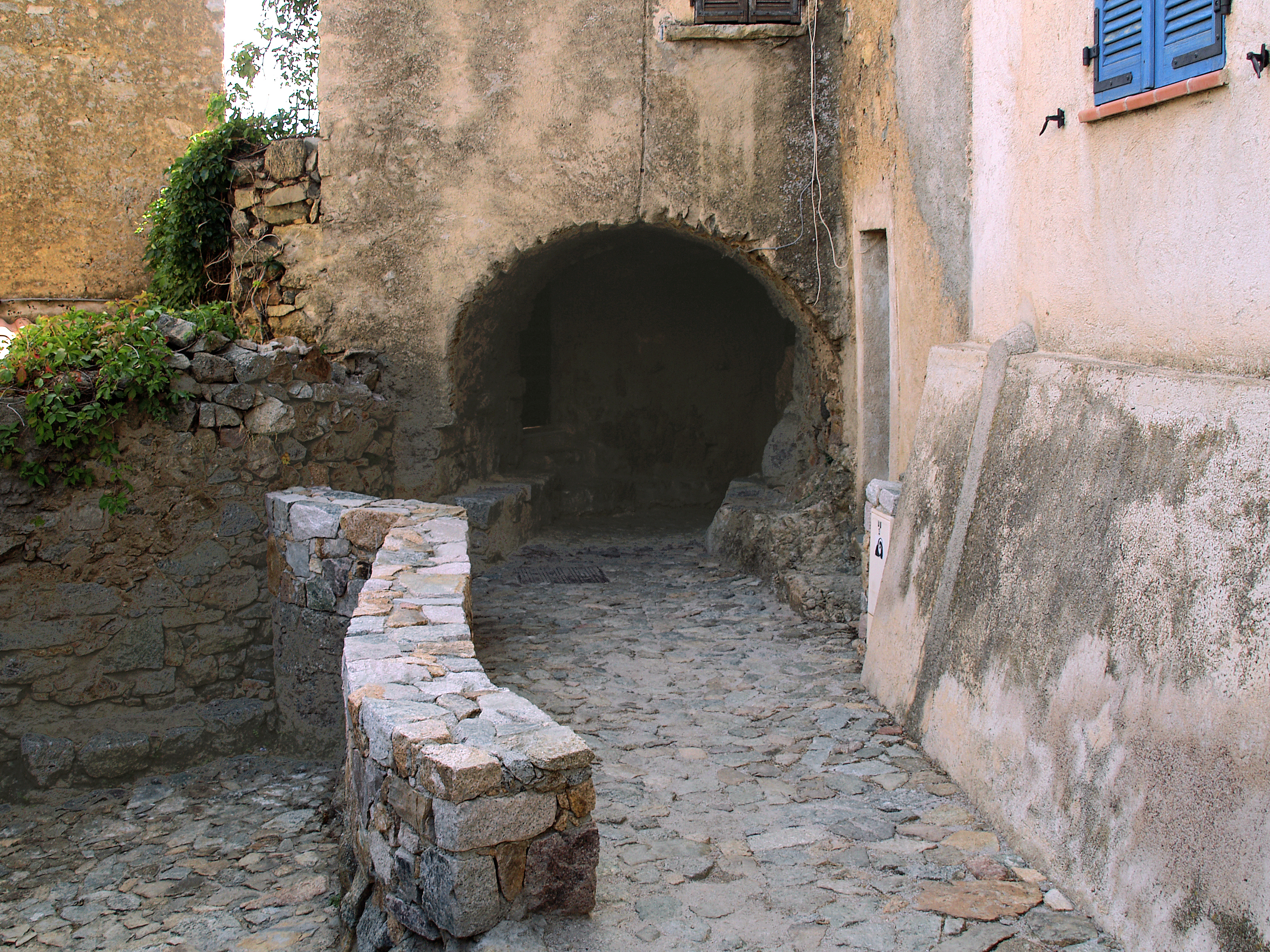
Ruelles et passages voûtés pour accéder au haut du village.
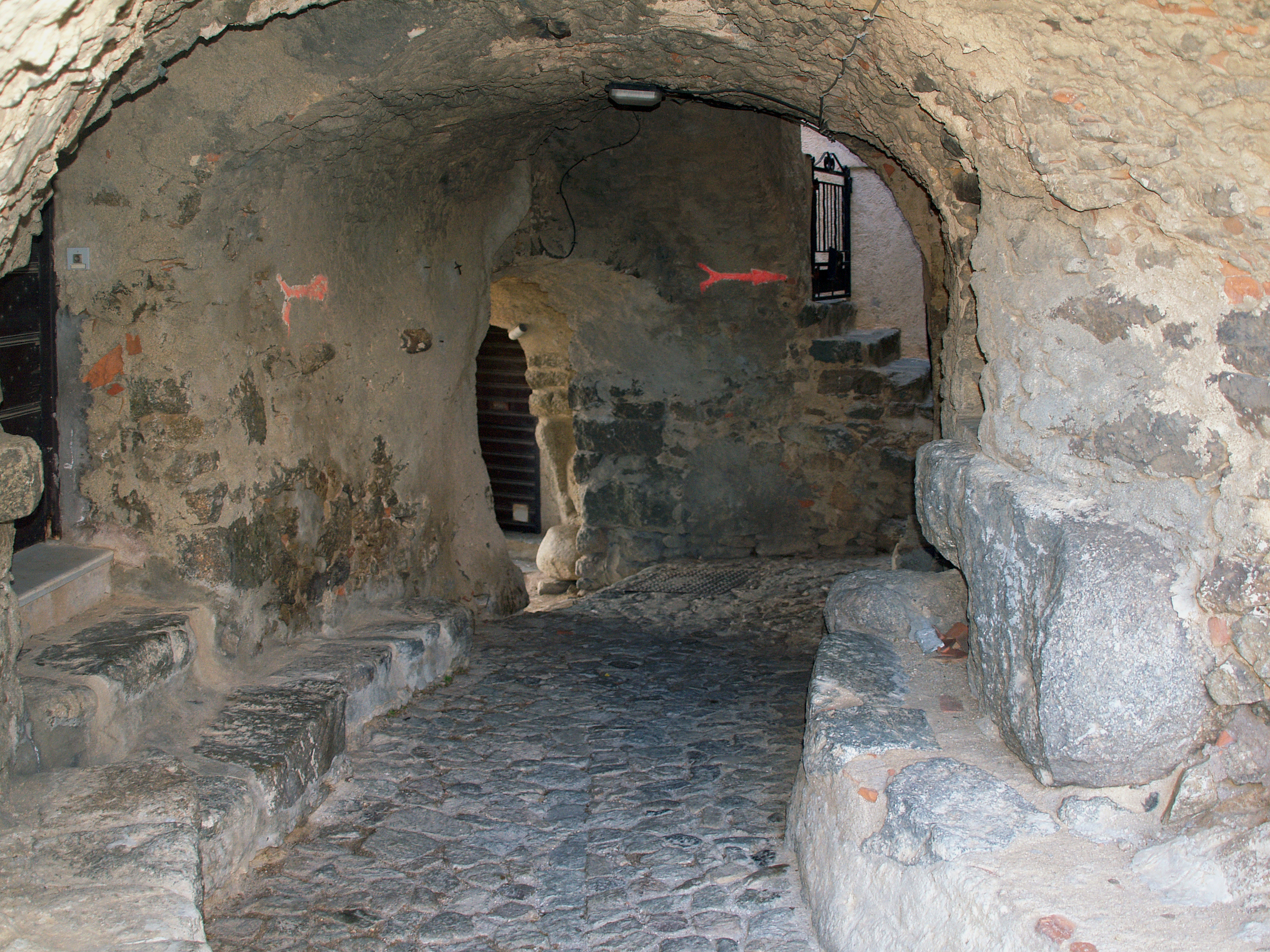
Galerie voûtée.
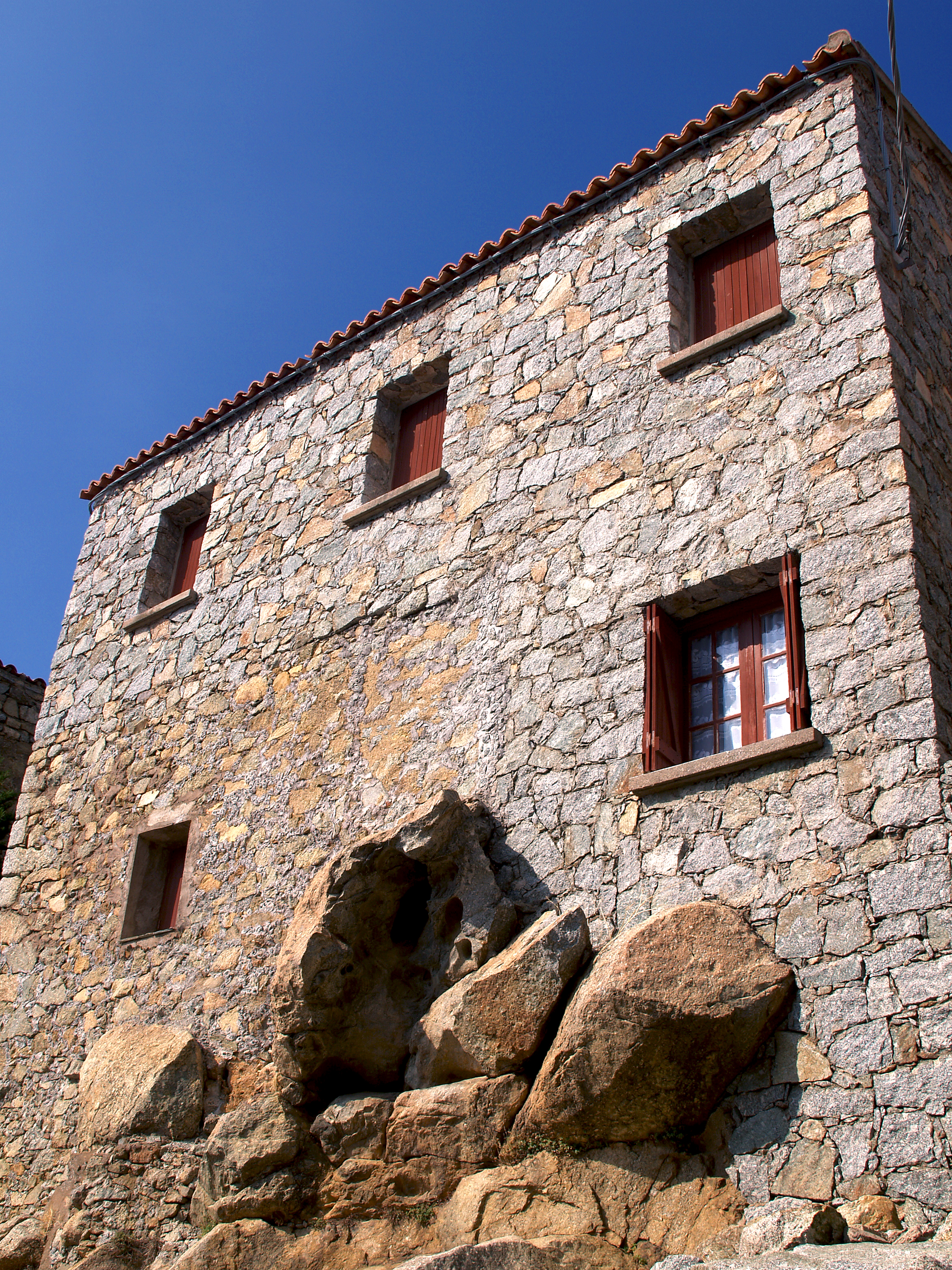
Face à la vieille petite chapelle.
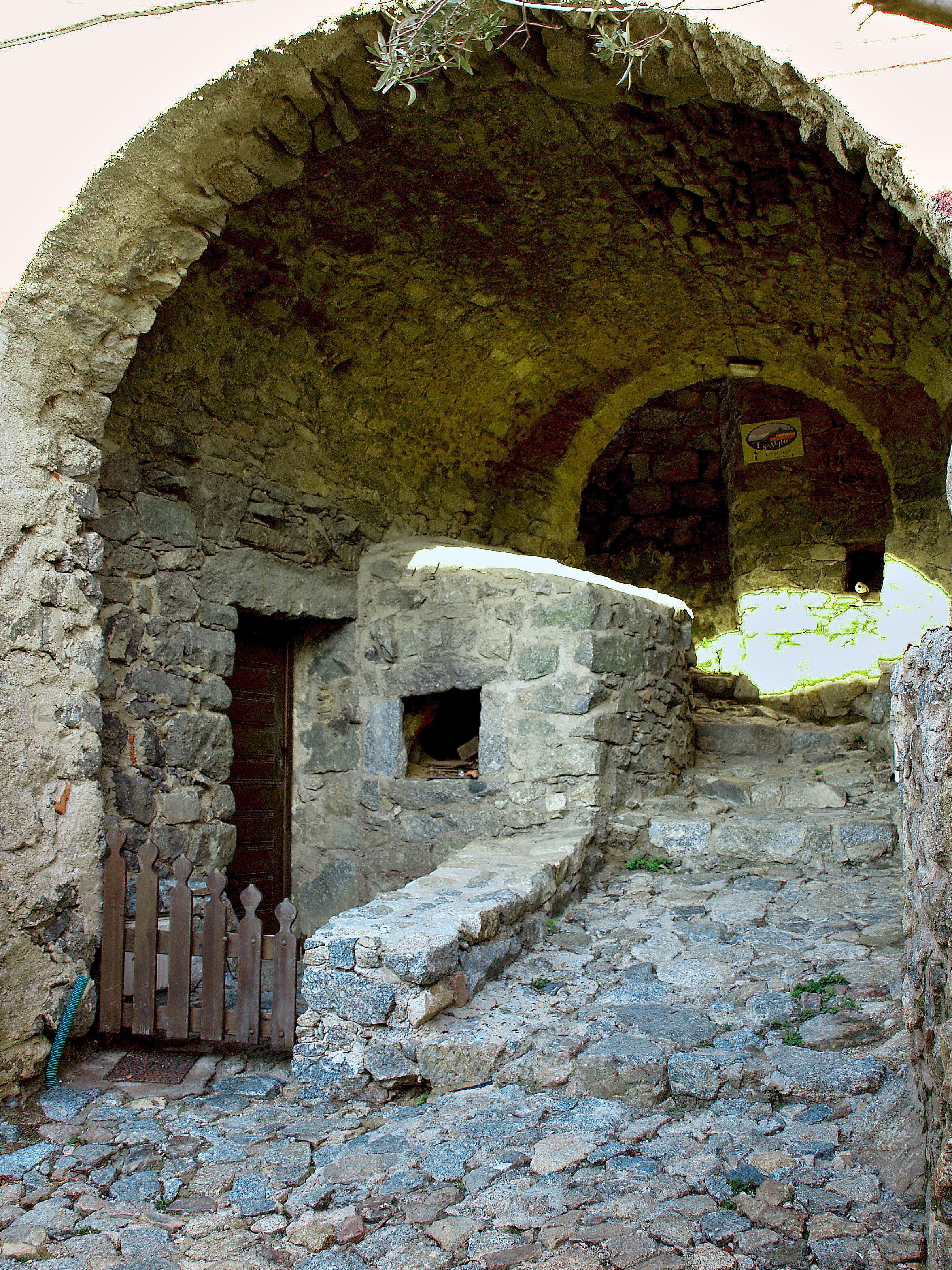
Le vieux four à pain.
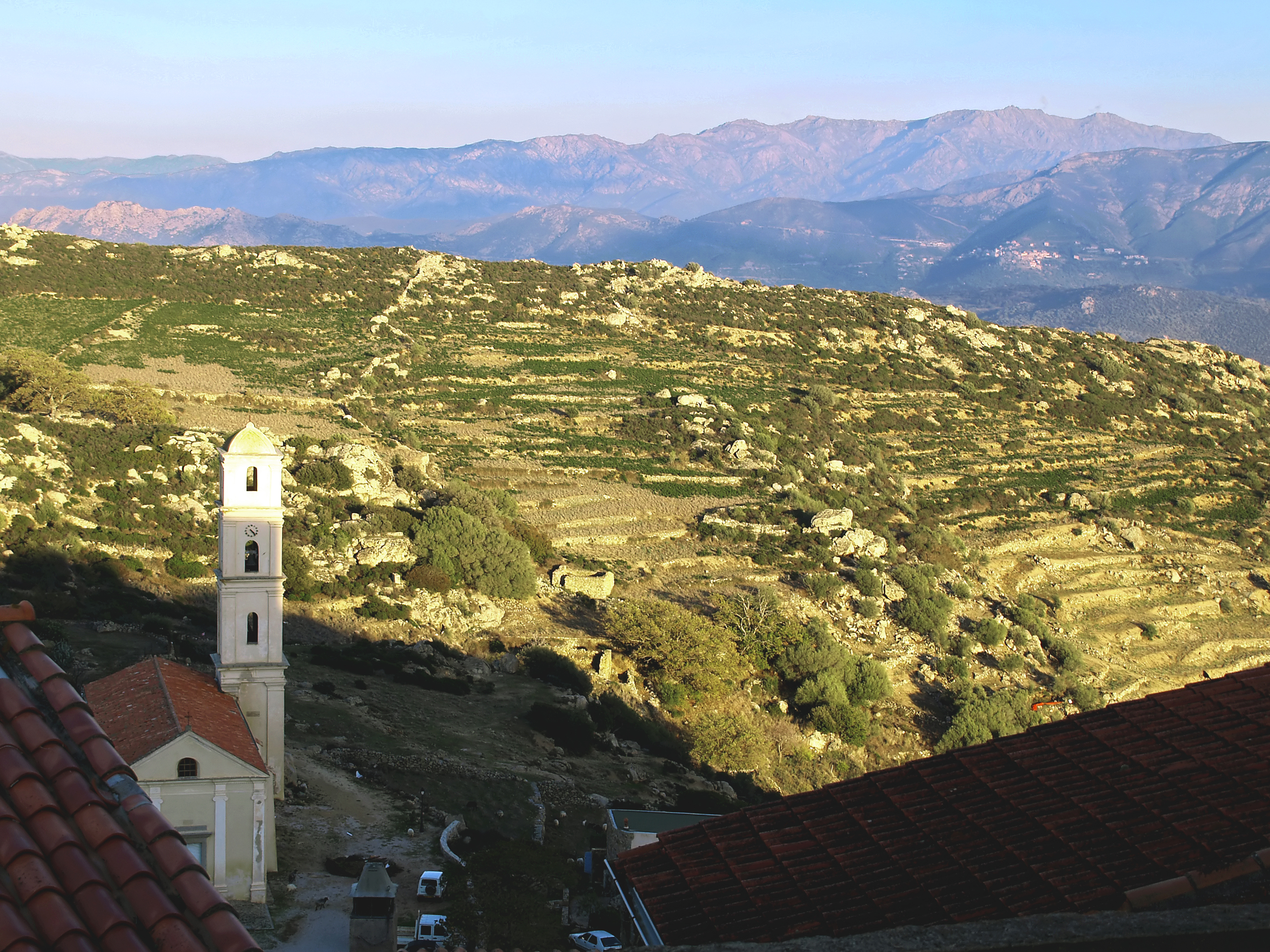
Vue vers l'est depuis le haut du village.
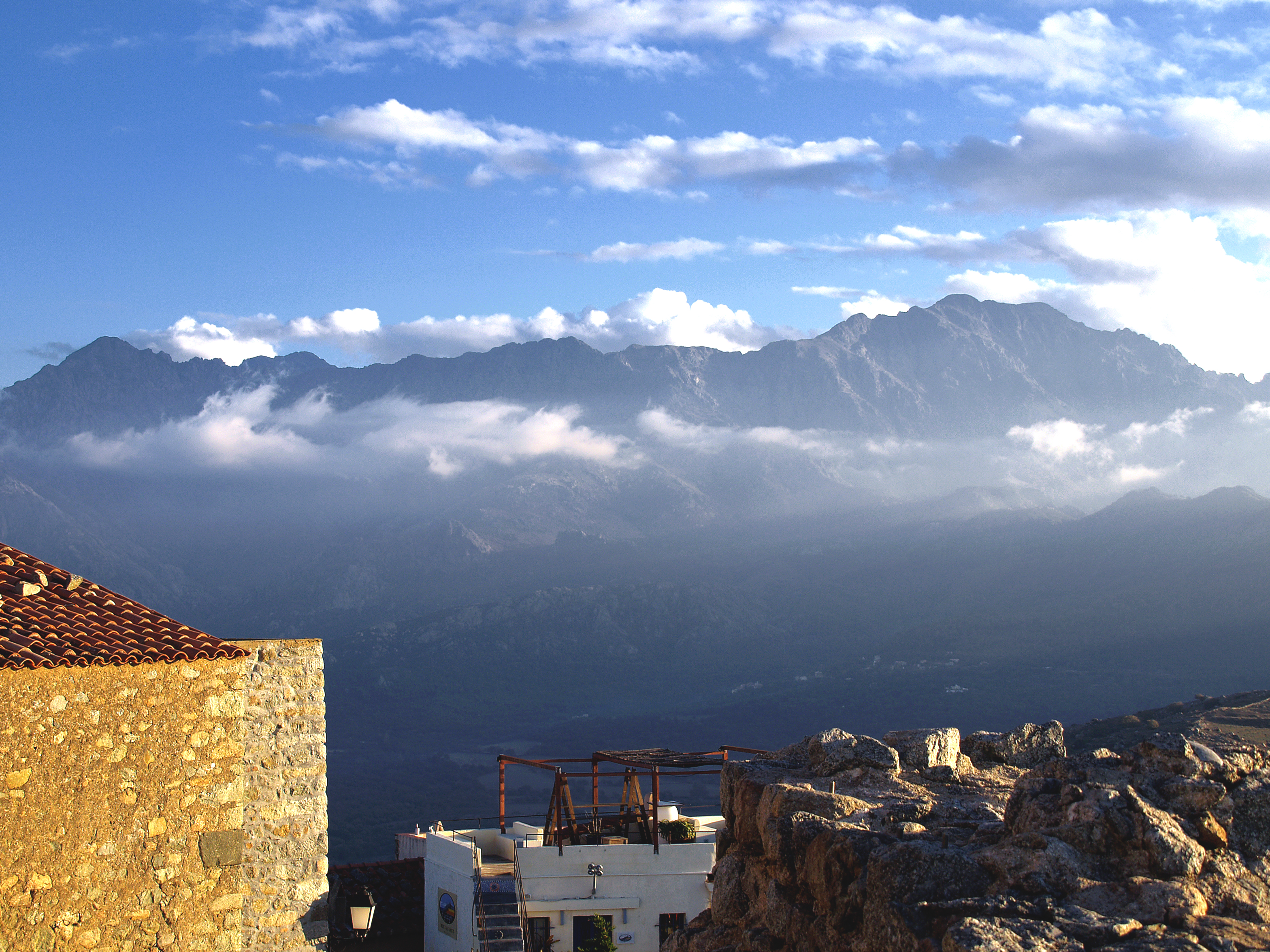
Vue vers le sud-est depuis le haut du village.

## Toponymie
En corse, le nom de la commune est Sant'Antulinu di Balagna (littéralement Saint-Antonin-de-Balagne). Ses habitants sont les Santantulinacci.

## Histoire

### Moyen Âge
Village du IXe siècle, fondé par le légendaire Ugo Colonna, son établissement au sommet de la colline permettait de s'y réfugier et de s'y défendre au moment des invasions mauresques.
Si certains comparent son architecture à un nid d'aigle, c'est en fait plutôt à un escargot car les maisons se sont construites en vagues descendantes.
Son église fut elle construite au XIe siècle ? Auparavant, les habitants descendaient à la chapelle de Cateri pour y célébrer les offices. Longtemps cette chapelle a été un point de discorde entre ces deux villages.
Le descendant direct de Ugo Colonna fut Arrigo Ier Colonna, plus connu sous le nom de Arrigo il Bel messer, né aux alentours de l'an 940.
La Balagne fut ensuite dominée par les seigneurs de Pino. 

« Il s'agit d'une famille importante et proche des marquis, au moins à la fin du XIe siècle. Elle est, à cette époque, largement possessionnée dans tout le nord-ouest de la Corse. »

— Daniel Istria in Pouvoirs et fortifications p. 131
Selon la chronique de Giovanni della Grossa, les seigneurs de Pino de Sant'Antonino édifièrent plusieurs fortifications. Trois cousins se firent une guerre sanglante : « Les Pinaschi, aveuglés par la discorde et par leurs projets ambitieux, prirent à leur tour les armes les uns contre les autres. En effet, Malaspina, neveu du comte Arrigo, pendant les premiers troubles qui suivirent la mort de son oncle, s'étant mis en campagne pour se rendre maître de l'île, trouva de la résistance dans ses deux cousins, Malpensa et Malafidanza, dont les noms indiquaient assez le caractère. Malpensa, qui prétendait avoir sa part dans l'héritage d'Arrigo, s'établit à Speluncato et y construisit un château. Alors Malaspina, voyant cette révolte, s'allia avec Malafidanza, et alla avec lui et les gens qui l'accompagnaient assiéger Malpensa. Mais pendant le siège du château, Malafidanza, changeant d'idée, se sépara de Malaspina, passa Bracaggio et s'y fortifia. Par suite de ce départ, Malaspina, réduit à l'impuissance, abandonna l'entreprise et s'en alla à Sant'Antonino, qui était la résidence seigneuriale. Les Pinaschi restèrent ainsi maîtres de toute la Balagne ; ils étaient établis en trois endroits différents, et les pays les plus rapprochés leur obéissaient. Les descendants de ces trois cousins, qui habitaient les trois châteaux, furent ensuite appelés gentilshommes. - Letteron 1888, p. 134. »
Mais deux frères de Sant'Antonino, Mannone et Emanuello, songeant plus à leur propre intérêt qu'à la promesse faite et à la paix conclue, tuèrent un jour Aldobrando, seigneur d'Ostricone, qui avait bâti dans leur voisinage, sur un rocher, un château qu'il appela Sant'Angelo. Ils se partagèrent sa seigneurie avec ses biens. La Corbaia échut à Mannone, et Sant'Antonino à Emanuello ; de l'un descendirent les gentilshommes de la Corbaia, et de l'autre ceux de Sant'Antonino.
Les documents de 1289 ne mentionnent plus les seigneurs et les châteaux de Balagne - à l'exception de celui de Sant'Angelo - et celui de 1324-25 ne cite que trois familles dont le rôle est très secondaire, les Bratagliesi (Bracaggio), les Santatoninatti (Sant'Antonino) de Corbaia et les Spiloncattici (Speloncato).
Sant'Antonino possédait une église castrale, située à l'extérieur du castrum. Le castrum de Sant'Antonino possède, dès sa fondation sans doute, sa propre église qui a donné son nom à l'agglomération ; elle devient paroissiale au plus tôt au XVe siècle. En 1589, après l'avoir décrite, Mgr Mascardi souligne la complexité de la situation qui témoigne bien, même à cette période tardive, du rôle très secondaire joué par cette église castrale : "Parmi les hommes de Sant'Antonino, il y en a qui sont de la paroisse de San Cesario, d'autres de San Quilico, d'autres de celle de Sant'Antonino, mais ils sont inhumés dans l'église piévane d'Aregno".

### Temps modernes
La piève d'Aregnu, dont on sait qu'elle n'existait pas encore au XIVe siècle, contient au début du XVIe siècle seize villages parmi lesquels la Corbaia, Monticello, Sant'Antonino et Santa Reparata qui sont les principaux et les mieux peuplés, particulièrement Sant'Antonino et la Corbaia où résident des Caporaux. L'Algajola était la demeure du lieutenant de l'Office.
- 1553 - Les Commissaires génois envoyèrent à Calvi, avec une compagnie de Corses, Anton Paolo de Sant'Antonino, homme sûr et jouissant dans le pays d'un grand crédit[13].

Afin de maîtriser les hostilités grandissantes dans l'île, les magistrats de Gênes prirent des mesures destinées à abattre l'orgueilleuse obstination des Corses ; ils déclarèrent rebelles Sampiero Corso et toute une liste de Corses dont Francesco de Sant'Antonino, et leur tête mise à prix. Francesco de Sant'Antonino sera nommé capitaine par Thermes.
Le capitaine Anton Paolo de Sant'Antonino qui commandait une compagnie de Corses, fut envoyée à Corte par Agostino Spinola, commissaire génois, sous le commandement du colonel Orazio Brancadoro de Fermo.
- 1555 - Les Français fortifient le village de Sant'Antonino où ils entretenaient quelques soldats pour tenir les Calvais en échec. Ils y transportèrent le canon[Note 3] qui avait été débarqué et laissé à l'Algajola[15].

### Époque contemporaine
Quand Guy de Maupassant rend visite à Henri Didon en 1880, reclu au sein de couvent Saint-Dominique de Corbara, il évoque son arrivée au couvent et décrit Sant'Antonino : 

« Le chemin qui me conduit au monastère est à mi-côte et passe au pied d'un mont élevé que couronne un paquet de maisons jetées dans le ciel bleu si haut qu'on pense avec tristesse à l'essoufflement des habitants contraints de remonter chez eux. Ce hameau s'appelle Santo-Antonino. On découvre, à droite de la route, une petite église du treizième siècle, de style pur, chose rare en ce pays sans monuments et sans aucun art national. Cet édifice a été élevé par les Pisans, me dit-on. »

— Guy de Maupassant, Le monastère de Corbara. Texte publié dans Le Gaulois du 5 octobre 1880

## Politique et administration

### Liste des maires
| Période                                  | Période           | Identité          | Étiquette | Qualité  |
| ---------------------------------------- | ----------------- | ----------------- | --------- | -------- |
| avant 1876                               |                   | Jacques Savelli   |           |          |
| maire en 1911                            | ?                 | Mathieu Antonini  |           |          |
| mars 1995                                | août 2016 (décès) | Étienne Marcelli  | DVD       | Retraité |
| octobre 2016                             | En cours          | Roxane Barthélémy |           |          |
| Les données manquantes sont à compléter. |                   |                   |           |          |

http://www.corsenetinfos.corsica/Deces-de-Etienne-Marcelli-maire-de-Sant-Antoninu_a22753.html

## Population et société

### Démographie
L'évolution du nombre d'habitants est connue à travers les recensements de la population effectués dans la commune depuis 1800. Pour les communes de moins de 10 000 habitants, une enquête de recensement portant sur toute la population est réalisée tous les cinq ans, les populations de référence des années intermédiaires étant quant à elles estimées par interpolation ou extrapolation. Pour la commune, le premier recensement exhaustif entrant dans le cadre du nouveau dispositif a été réalisé en 2008.

En 2022, la commune comptait 132 habitants, en évolution de +6,45 % par rapport à 2016 (Haute-Corse : +5,15 %, France hors Mayotte : +2,11 %).
| 1800 | 1806 | 1821 | 1831 | 1836 | 1841 | 1846 | 1851 | 1856 |
| ---- | ---- | ---- | ---- | ---- | ---- | ---- | ---- | ---- |
| 313  | 379  | 422  | 418  | 413  | 431  | 424  | 484  | 420  |

| 1861 | 1866 | 1872 | 1876 | 1881 | 1886 | 1891 | 1896 | 1901 |
| ---- | ---- | ---- | ---- | ---- | ---- | ---- | ---- | ---- |
| 396  | 351  | 352  | 333  | 362  | 358  | 320  | 334  | 324  |

| 1906 | 1911 | 1921 | 1926 | 1931 | 1936 | 1946 | 1954 | 1962 |
| ---- | ---- | ---- | ---- | ---- | ---- | ---- | ---- | ---- |
| 275  | 258  | 207  | 186  | 189  | 200  | 139  | 174  | 133  |

| 1968 | 1975 | 1982 | 1990 | 1999 | 2006 | 2008 | 2013 | 2018 |
| ---- | ---- | ---- | ---- | ---- | ---- | ---- | ---- | ---- |
| 121  | 113  | 79   | 60   | 77   | 89   | 93   | 113  | 130  |

| 2022 | - | - | - | - | - | - | - | - |
| ---- | - | - | - | - | - | - | - | - |
| 132  | - | - | - | - | - | - | - | - |

## Culture locale et patrimoine

### Lieux et monuments
- Monument aux morts, situé sur la place de l'église.

#### Église de l'Annonciation

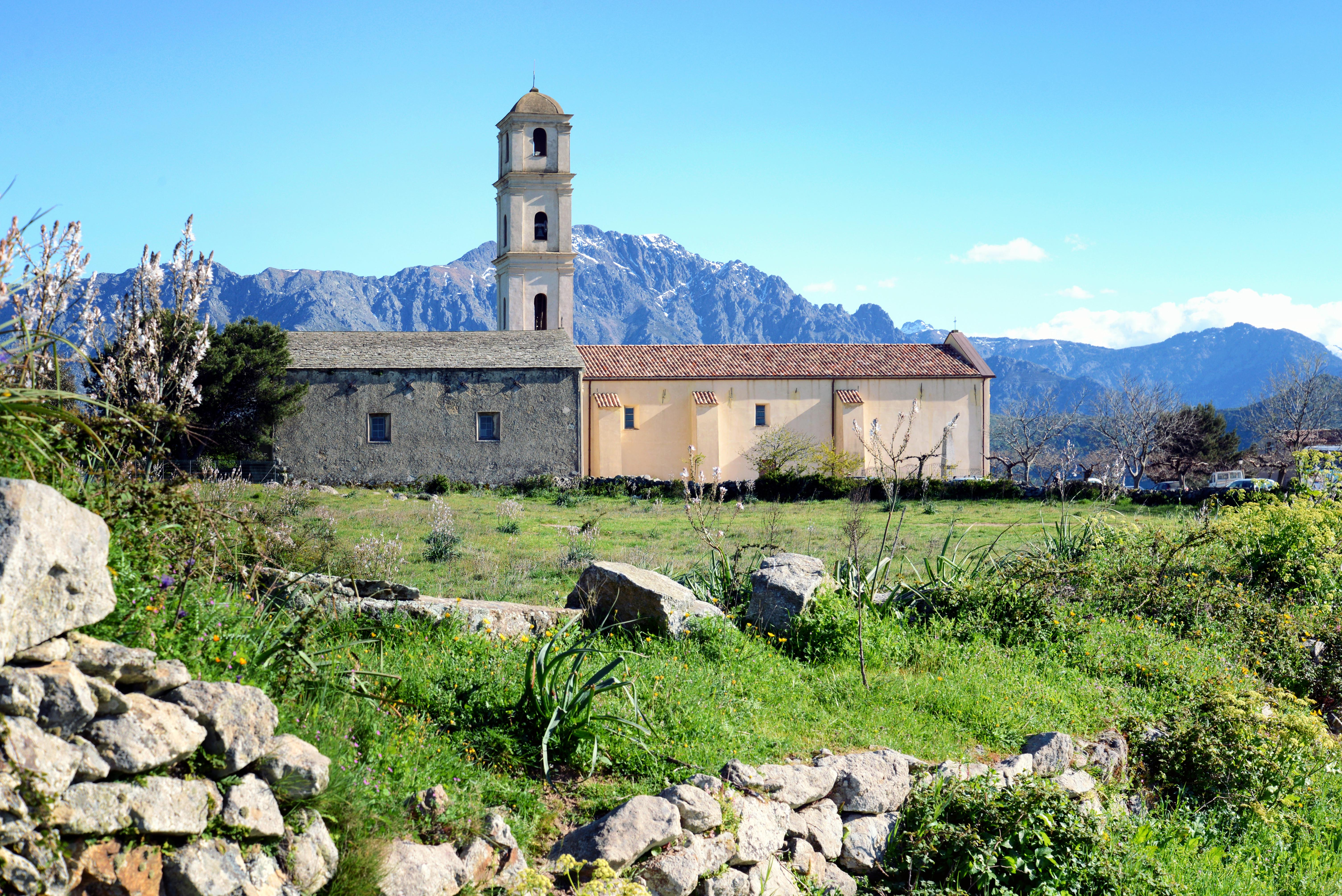
Église de l'Annonciation et confrérie.

L'édifice religieux est daté du XIe siècle. Remanié, avec un haut clocher de quatre niveaux, son architecture est très sobre. Il est situé sur la grande place, au pied et hors du village, proche de la chapelle de confrérie et du monument aux morts.
Dans cette église paroissiale, six œuvres, toutes propriété de la commune, sont classées au titre des Monuments historiques :
- tableau La Déposition de croix avec quatre donateurs du XVIIe siècle, classé MH en 1992[24],
- tableau La Fuite en Égypte du XVIIIe siècle, MH en 1998[25],
- tableau Les Âmes du purgatoire non daté, MH en 1998[26],
- tableau La Vierge au rosaire avec saint Dominique et sainte Catherine de Sienne de la fin du XVIIIe siècle[27],
- orgue de tribune du XVIIIe siècle, MH en 1996[28],
- buffet d'orgue et tribune d'orgue datant de 1744 ; 1789, MH en 1992[29].

Entre l'église et le village, un parking payant a été aménagé pour le stationnement des véhicules automobiles et autocars très nombreux en période estivale. À savoir aussi que toute circulation est interdite puisque impossible dans le village.

#### Chapelle de Confrérie

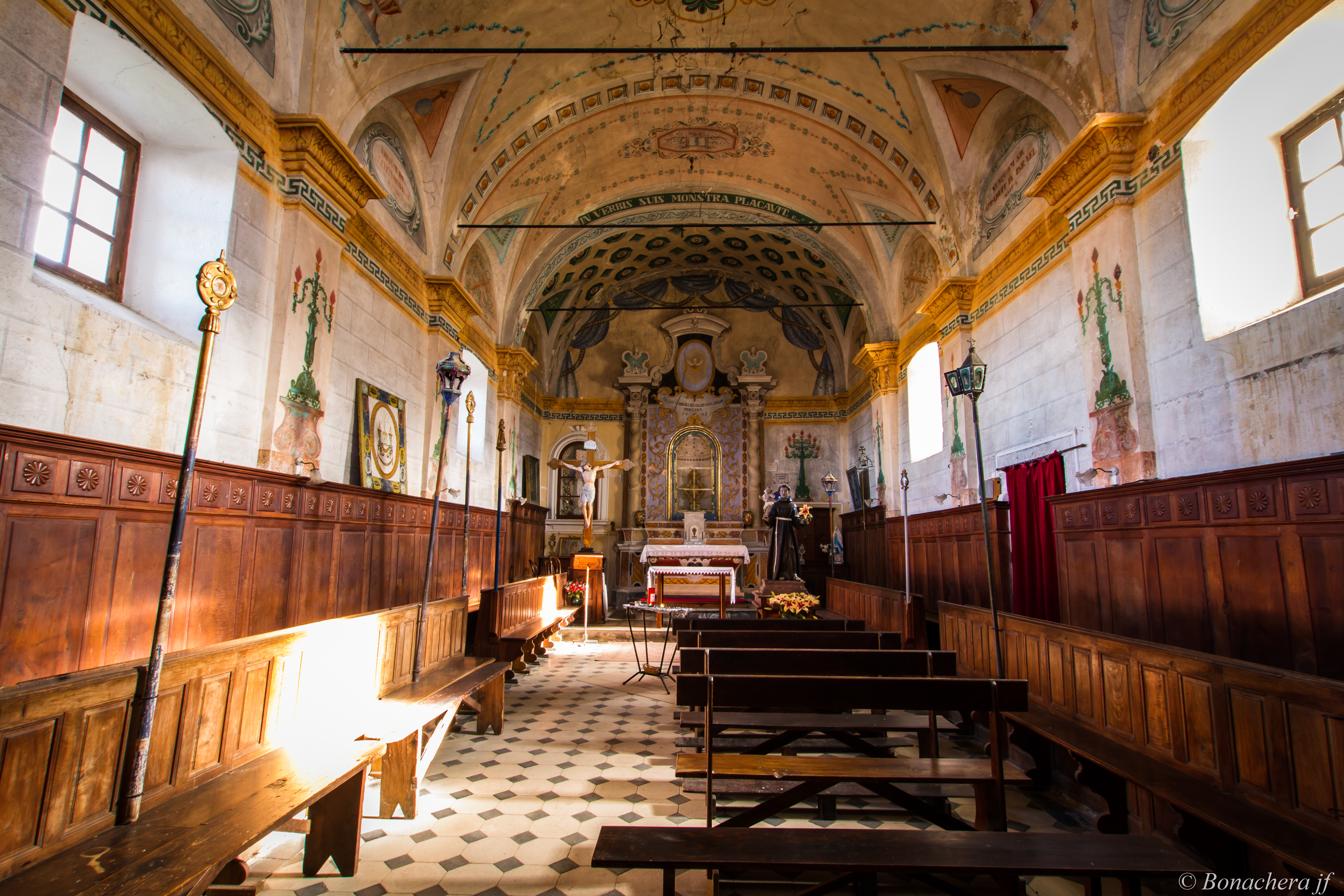
Chapelle de la Confrérie St-Antoine de Sant'Antuninu.

La chapelle de confrérie (a Casazza) est voisine de l'église de l'Annonciation.

#### Chapelle Sainte-Anneet des Bergers
Cette chapelle se trouve en bas du village.

#### Chapelle Notre-Dame de Lavasina
La petite chapelle donne sur la place du même nom (ou Piazza di u Duttore Paul Savelli Spinosi), située versant ouest du piton (côté Aregno), sur la venelle menant au sommet du village.

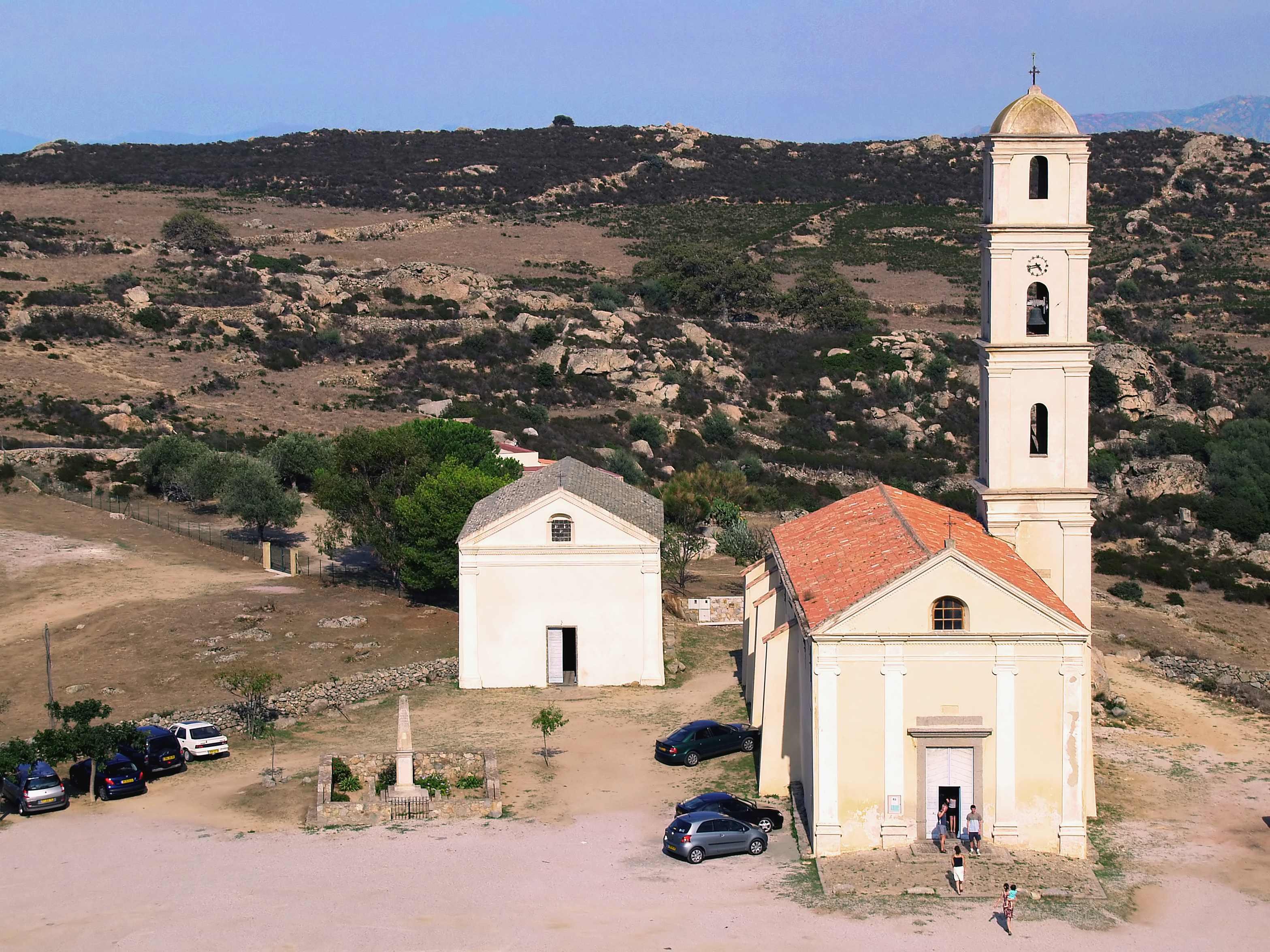
Église de l'Annonciation et la Confrérie.
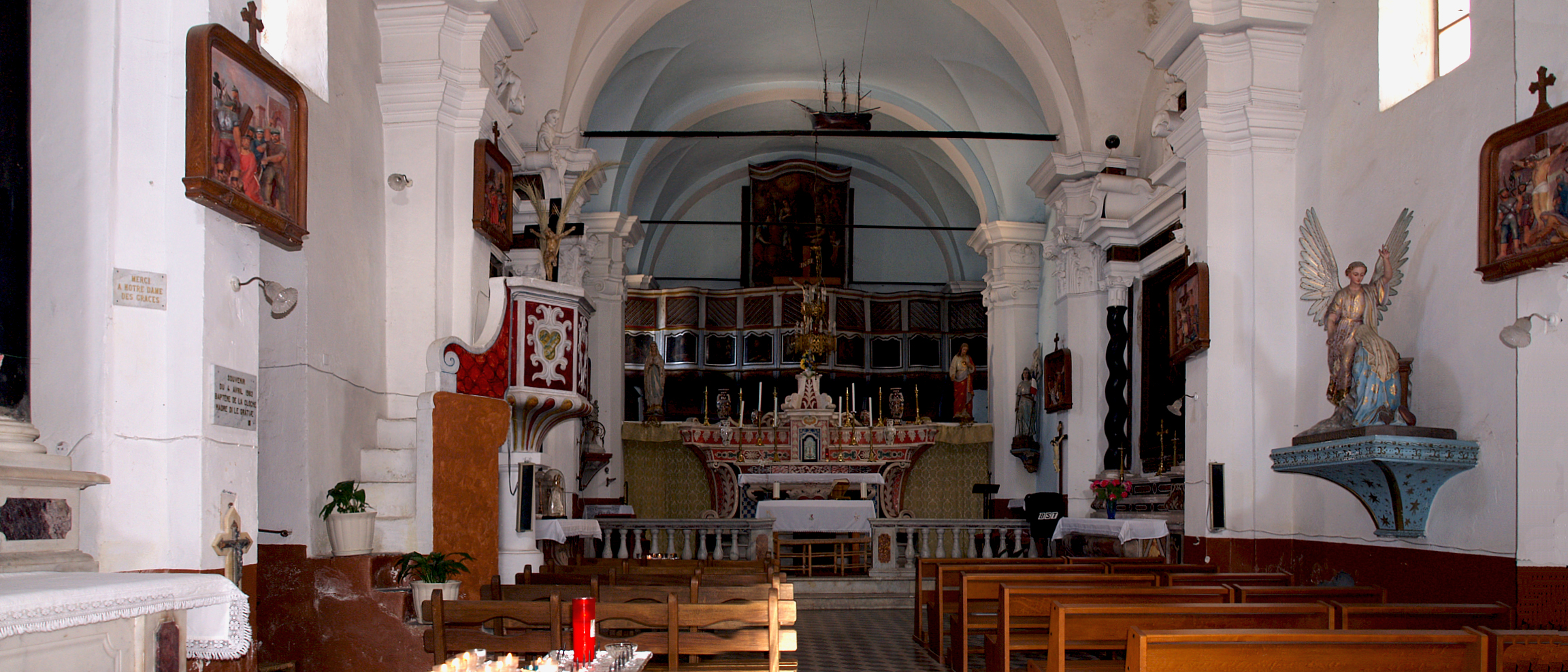
Église de l'Annonciation.
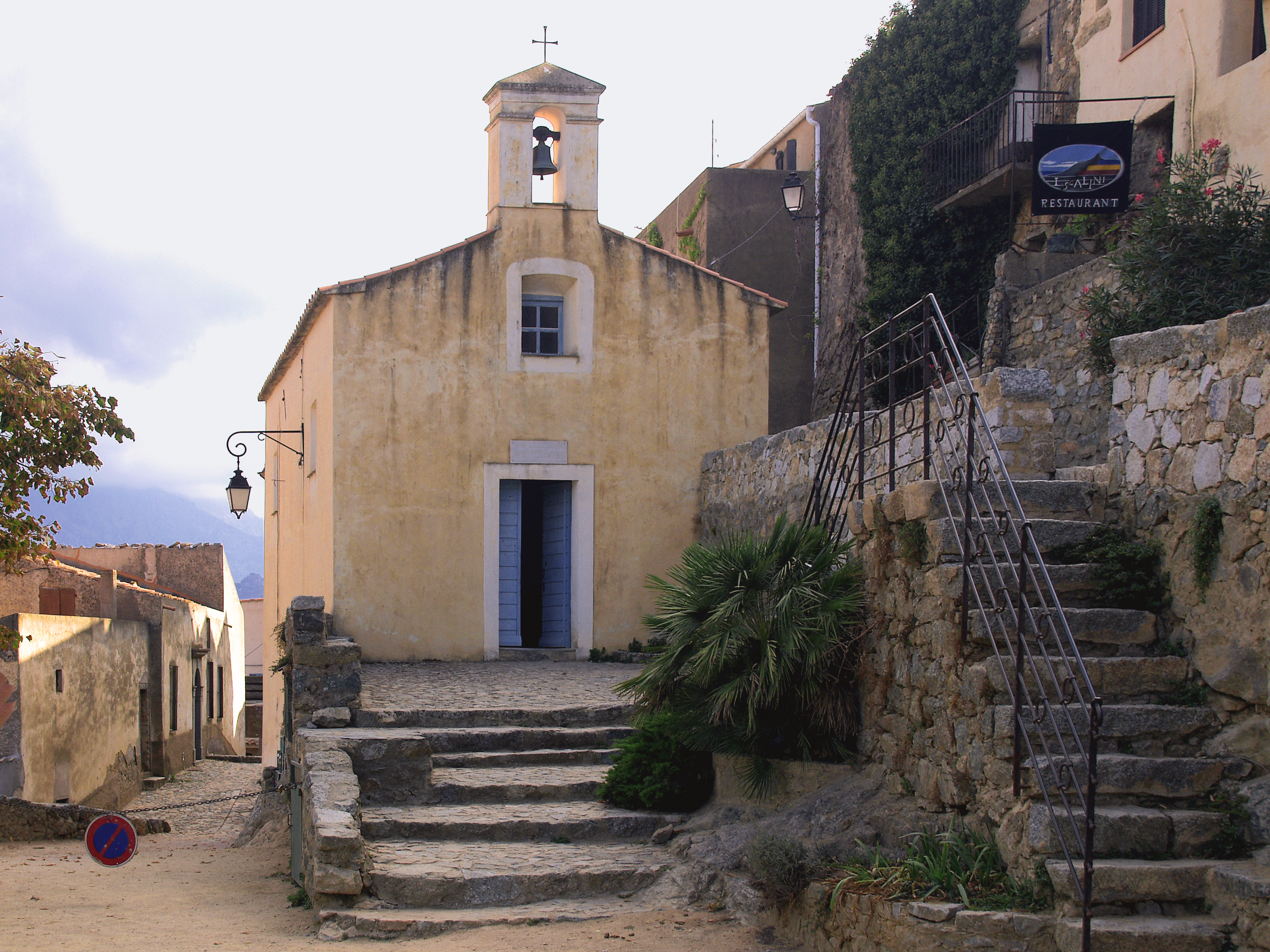
Chapelle Sainte-Anne et des Bergers.
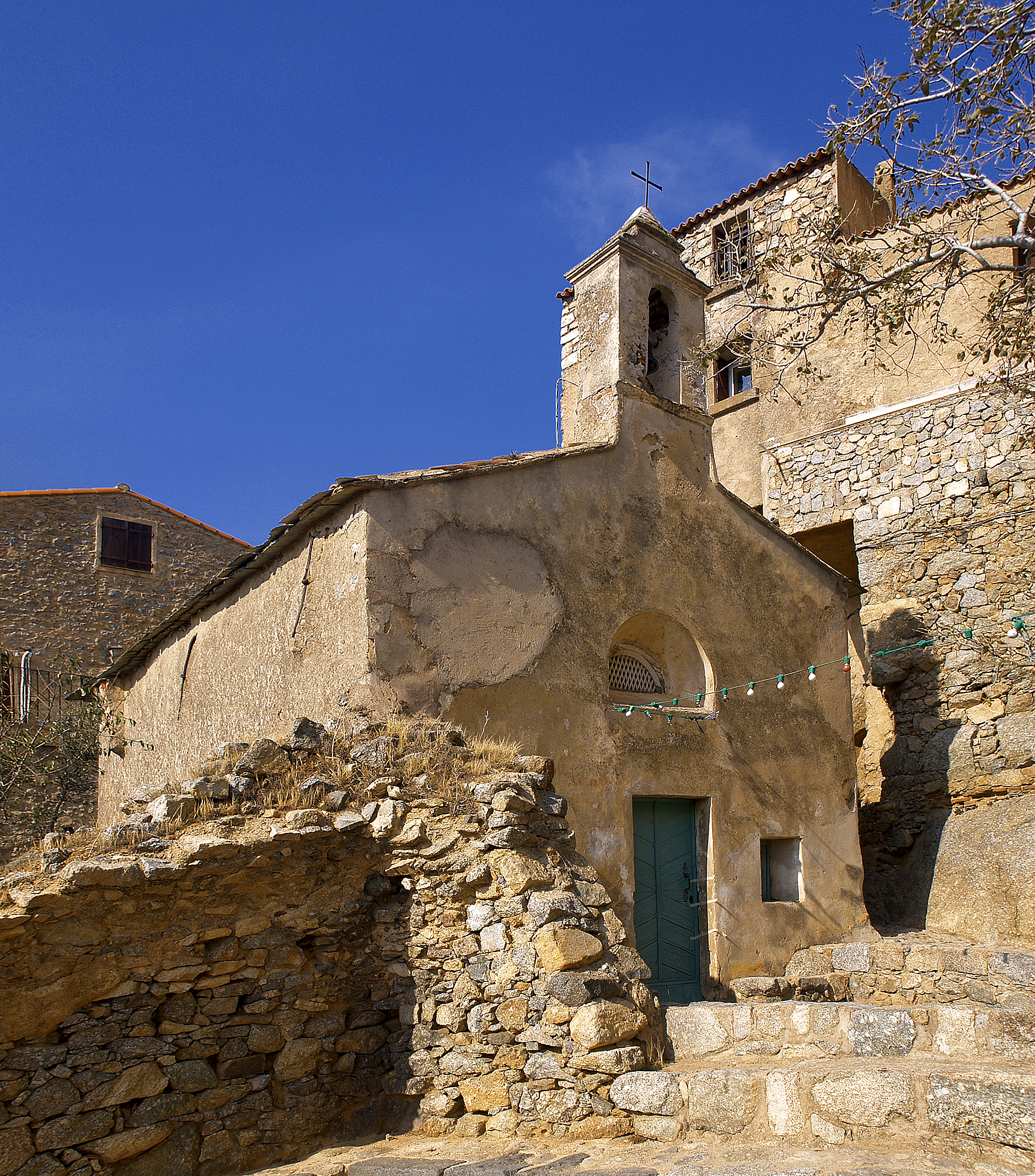
Petite chapelle Lavasina.

#### Église de la Trinité et de San Giovanni
L'église de la Trinité et de San Giovanni au milieu du cimetière d'Aregno, est un héritage pisan du XIe siècle. Elle est classée au titre des Monuments historiques par arrêté du 11 août 1883.
Sa particularité administrative est que, propriété de la commune d'Aregno, elle se situe néanmoins, avec le cimetière, sur le territoire de la commune de Sant'Antonino.
Patrimoine mobilier
Dans cette église paroissiale, quatre tableaux, tous propriétés de la commune, ont été classés MH en 1998 :
- La Déposition de croix avec quatre donateurs du XVIIe siècle, classé MH en 1992[24],
- La Fuite en Égypte du XVIIIe siècle[25],
- Les Âmes du purgatoire non daté[26],
- La Vierge au rosaire avec saint Dominique et sainte Catherine de Sienne de la fin XVIIIe siècle[27].

### Patrimoine naturel

#### ZNIEFF
Sant'Antonino est concernée par deux zones naturelles d'intérêt écologique, faunistique et floristique de 2e génération :
Oliveraies et boisements des collines de Balagne
La commune fait partie des dix-huit communes de Balagne concernées par la ZNIEFF 940004142 - Oliveraies et boisements des collines de Balagne, zone répartie sur trois des principales vallées de la Balagne : la vallée du fiume Seccu, le bassin d'Aregno et la vallée du Regino.
Vallée du Regino
La zone qui concerne dix communes, est située au creux de la vallée du Regino, et suit le cours d'eau. La ZNIEFF englobe la ZPS mise en place pour le suivi et la protection du milan royal, avec une extension pour le cours d'eau, pour ses intérêts batracologique, herpétologique et chiroptérologique, et de l'intérêt écologique de la vallée du Regino par la diversité des milieux environnants : maquis bas, zones ouvertes, arbres isolés.

#### Natura 2000
Vallée du Regino

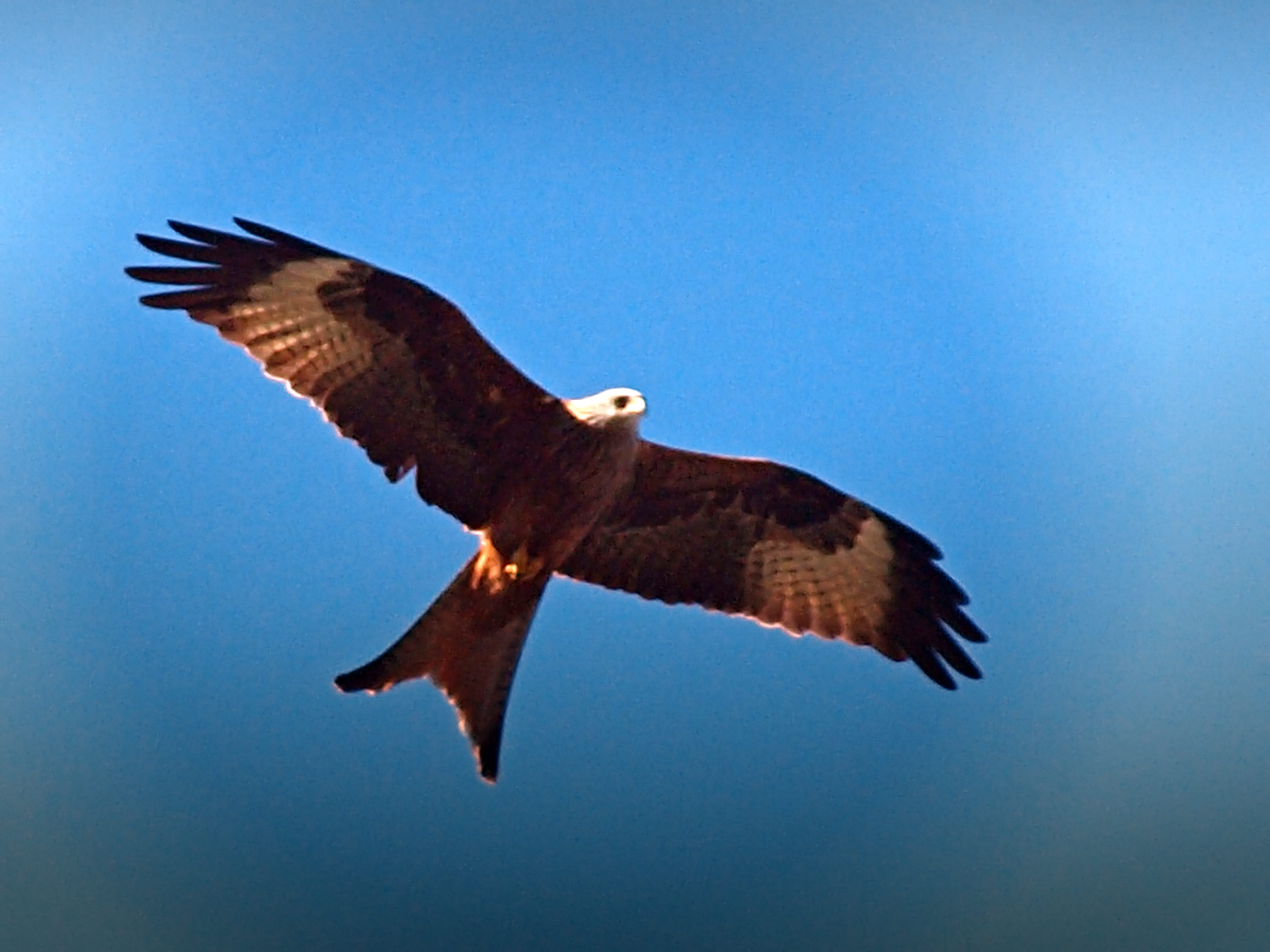
Milan royal.

Au début des années 1990 la vallée du Regino a fait l'objet d'une inscription en zone importante pour la conservation des oiseaux (ZICO) en raison des fortes densités de milans royaux rencontrées (environ 50 couples). En 2006, d'après un élu local, 73 couples ont été recensés sur la commune.
Le site fait l'objet de ZPS à l'inventaire national du patrimoine naturel.

### Personnalités liées à la commune
- Paul Savelli (1815-1887), avocat, bâtonnier du barreau de Bastia et homme politique républicain.